# Christian Kofane
Christian Michel Kofane (Douala, 26 juli 2006) is een Kameroens voetballer die doorgaans speelt als spits. In juli 2025 verruilde hij Albacete voor Bayer Leverkusen.

## Clubcarrière
Kofane speelde in Kameroen voor AS Vatican en AS Nylon, voor hij in november 2024 overstapte naar Albacete, dat met AS Nylon een samenwerkingsverband had. Hier speelde hij de rest van het kalenderjaar bij het hoogste jeugdteam en maakte daarin genoeg indruk om in januari 2025 overgeheveld te worden naar het eerste elftal. Zijn debuut in het eerste elftal maakte hij op 11 januari, thuis tegen Racing Santander. Kofane mocht in de basis starten en scoorde met zijn eerste balcontact, waarna het duel eindigde in 2–2.
De aanvaller besloot zijn eerste seizoen in het eerste elftal met acht doelpunten in twintig wedstrijden. Na deze jaargang vertrok hij bij de club; voor een bedrag van ruim vijf miljoen euro verkaste Kofane naar Bayer Leverkusen, waar hij zijn handtekening zette onder een verbintenis voor de duur van vier jaar.

## Clubstatistieken
| Seizoen | Club             | Competitie       | Competitie | Competitie | Beker | Beker | Internationaal | Internationaal | Totaal | Totaal |
| Seizoen | Club             | Competitie       | Wed.       | Dlp.       | Wed.  | Dlp.  | Wed.           | Dlp.           | Wed.   | Dlp.   |
| ------- | ---------------- | ---------------- | ---------- | ---------- | ----- | ----- | -------------- | -------------- | ------ | ------ |
| 2024/25 | Albacete         | Segunda División | 20         | 8          | 0     | 0     | —              | —              | 20     | 8      |
| 2025/26 | Bayer Leverkusen | Bundesliga       | 0          | 0          | 0     | 0     | 0              | 0              | 0      | 0      |
| Totaal  | Totaal           | Totaal           | 20         | 8          | 0     | 0     | 0              | 0              | 20     | 8      |

Bijgewerkt op 22 juli 2025.